# Фрут-Ков (Флорида)
Фрут-Ков (англ. Fruit Cove) — статистически обособленная местность, расположенная в округе Сент-Джонс (штат Флорида, США) с населением в 16 077 человек по статистическим данным переписи 2000 года.

## География
По данным Бюро переписи населения США статистически обособленная местность Фрут-Ков имеет общую площадь в 46,36 квадратных километров, водных ресурсов в черте населённого пункта не имеется.
Статистически обособленная местность Фрут-Ков расположена на высоте 3 м над уровнем моря.

## Демография
По данным переписи населения 2000 года в Фрут-Ков проживало 16 077 человек, 4600 семей, насчитывалось 5294 домашних хозяйств и 5549 жилых домов. Средняя плотность населения составляла около 346,79 человек на один квадратный километр. Расовый состав населённого пункта распределился следующим образом: 94,76 % белых, 2,06 % — чёрных или афроамериканцев, 0,18 % — коренных американцев, 1,61 % — азиатов, 0,14 % — выходцев с тихоокеанских островов, 0,81 % — представителей смешанных рас, 0,44 % — других народностей. Испаноговорящие составили 2,38 % от всех жителей статистически обособленной местности.
Из 5294 домашних хозяйств в 50,6 % воспитывали детей в возрасте до 18 лет, 79,4 % представляли собой совместно проживающие супружеские пары, в 5,7 % семей женщины проживали без мужей, 13,1 % не имели семей. 10,9 % от общего числа семей на момент переписи жили самостоятельно, при этом 5,0 % составили одинокие пожилые люди в возрасте 65 лет и старше. Средний размер домашнего хозяйства составил 3,02 человек, а средний размер семьи — 3,26 человек.
Население статистически обособленной местности по возрастному диапазону по данным переписи 2000 года распределилось следующим образом: 32,3 % — жители младше 18 лет, 4,3 % — между 18 и 24 годами, 31,8 % — от 25 до 44 лет, 23,9 % — от 45 до 64 лет и 7,7 % — в возрасте 65 лет и старше. Средний возраст жителей составил 37 лет. На каждые 100 женщин в Фрут-Ков приходилось 100,4 мужчин, при этом на каждые сто женщин 18 лет и старше приходилось 94,5 мужчин также старше 18 лет.
Средний доход на одно домашнее хозяйство статистически обособленной местности составил 82 159 долларов США, а средний доход на одну семью — 84 791 доллар. При этом мужчины имели средний доход в 62 470 долларов США в год против 35 775 долларов среднегодового дохода у женщин. Доход на душу населения статистически обособленной местности составил 82 159 долларов в год. 1,6 % от всего числа семей в населённом пункте и 1,9 % от всей численности населения находилось на момент переписи населения за чертой бедности, при этом 2,0 % из них были моложе 18 лет и 1,7 % — в возрасте 65 лет и старше.